# Tartarus mullamullangensis
Tartarus mullamullangensis là một loài nhện trong họ Stiphidiidae.
Loài này thuộc chi Tartarus. Tartarus mullamullangensis được M.R. Gray miêu tả năm 1973.

## Hình ảnh

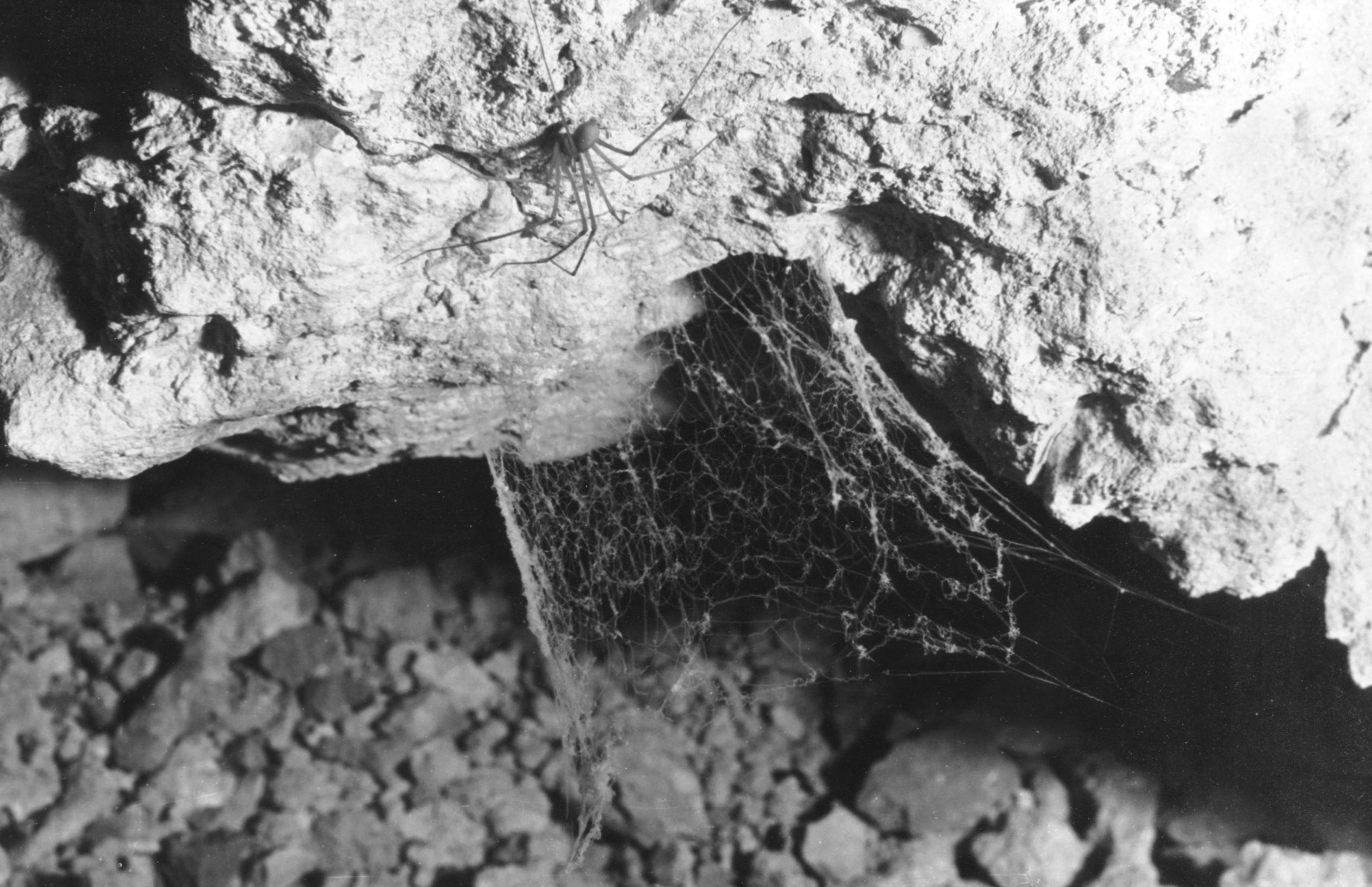